# Epitranus filicornis
Epitranus filicornis är en stekelart som beskrevs av Wallace A. Steffan 1957. Epitranus filicornis ingår i släktet Epitranus och familjen bredlårsteklar. Inga underarter finns listade i Catalogue of Life.